# 巴納德撞擊坑
巴納德撞擊坑（英語：Barnard）是一個位於火星南半球赫拉斯区的撞擊坑，在巨大的希臘平原南方，直徑128公里。以美國天文學家愛德華·愛默生·巴納德命名。

## 圖集

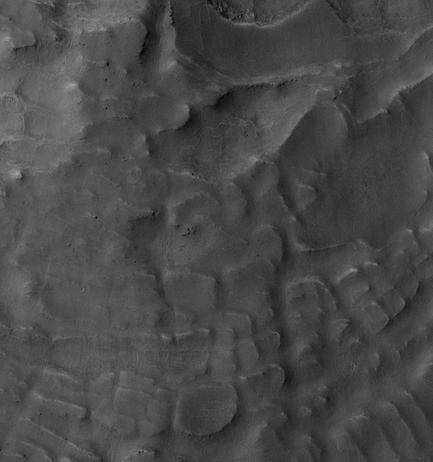
巴納德撞擊坑環內部的特殊地形，由火星偵察軌道器的 HiRISE 拍攝。

## 外部連結
- USGS Astrogeology Nomenclature, Barnard Crater （页面存档备份，存于）
- 火星全球探勘者號的火星軌道攝影機拍攝，M0C2-258c, Southern Autumn, 62°S, 298°W，Barnard Crater, August 15, 2000 （页面存档备份，存于）